# Уорик
Уо́рик (англ. Warwick) — город в Англии, административный центр графства Уорикшир. Расположен на реке Эйвон. Население составляет 32 719 чел человека (2016).
Город в основном известен благодаря Уорикскому замку, строительство которого началось в 1068 году. Сейчас в замке открыта экспозиция восковых фигур, показывающая детали быта средневекового придворного общества (на первом этаже) и аристократии XIX века (на втором этаже).

## Известные уроженцы, жители
Джордж Уильям Эванс (1780—1852) — геодезист, один из первых исследователей в колонии Новом Южном Уэльсе.